# Lazaretto
Lazaretto (с англ. — «Лазарет») — второй сольный студийный альбом американского рок-музыканта Джека Уайта, выпущенный 10 июня 2014 года на его собственном лейбле Third Man Records, а также лейблами XL Recordings и Columbia Records. Ограниченное издание альбома («Ultra») содержит скрытые треки, грувы и голограммы, которые материализуются во время воспроизведения записи. Lazaretto был частично вдохновлён сборником рассказов, стихов и пьес, которые Уайт написал в 19-летнем возрасте, и вновь их открыл много лет спустя на своём чердаке. Альбом дебютировал на первом месте в чарте Billboard 200, продав 138 000 копий за первую неделю.
В 2015 году на 57-й ежегодной премии «Грэмми» альбом был номинирован на звание лучший альтернативный альбом, но уступил альбому St. Vincent одноимённой исполнительницы. Сингл «Lazaretto» был также номинирован на премию «Грэмми» за лучшую рок-песню (уступил место песне «Ain’t It Fun» группы Paramore) и получил награду только за лучшее рок-исполнение.

## Предыстория

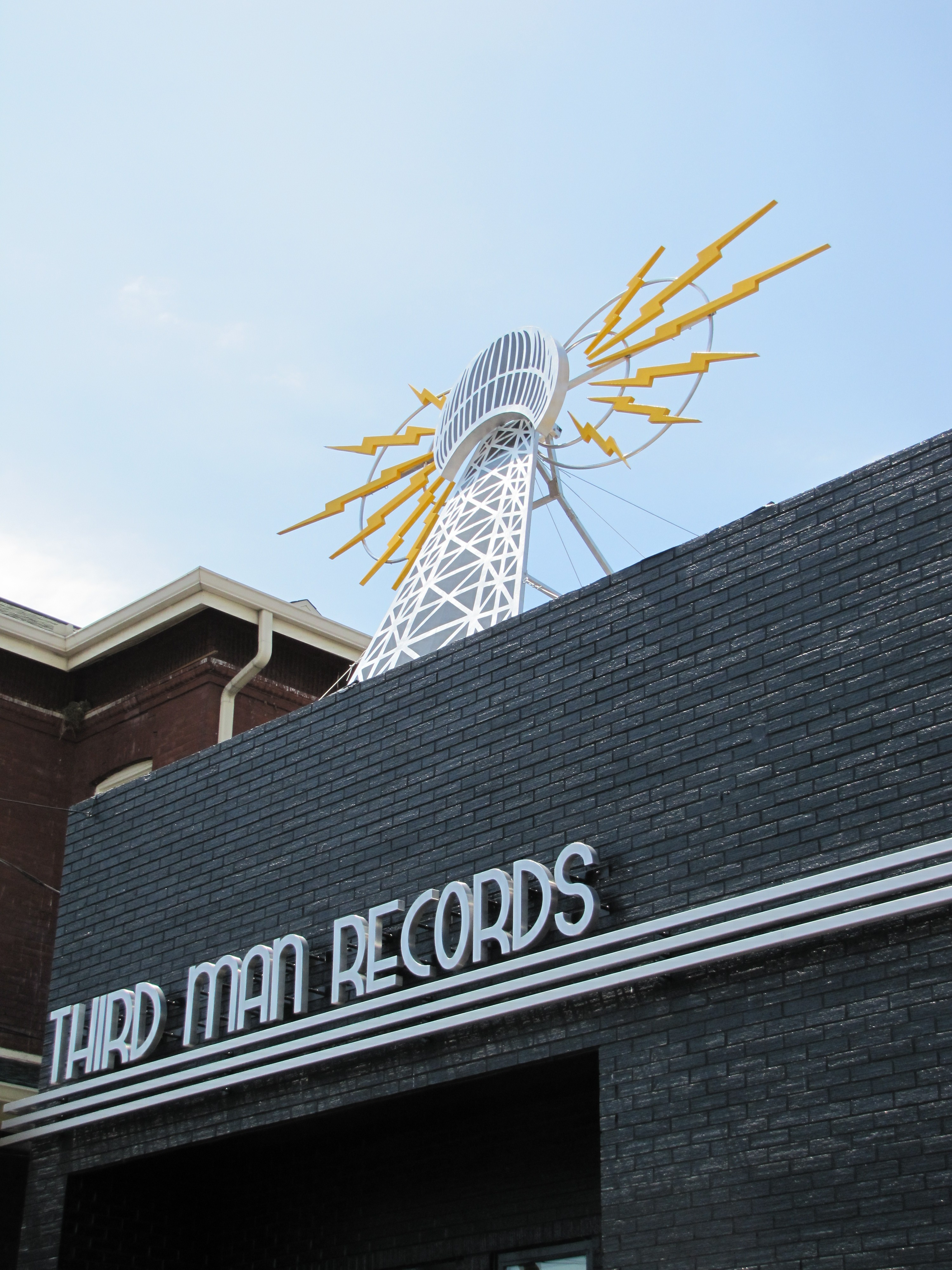
Офис Third Man Records в городе Нэшвилл

Сессии для альбома начались в 2012 году во время перерывов в гастролях для альбома Blunderbuss Уайта. Уайт сказал Rolling Stone в интервью в феврале 2013 года, что он работает над «20-25 треками». Он объяснил новый материал следующими словами: «Это определенно не один звук. Это определенно несколько. Как вы слышали на Blunderbuss, там много стилей. Я не выбираю свой стиль, а потом пишу песню. Я просто пишу всё, что выходит из меня, и какой бы стиль это ни был, это становится чем-то позже». Он намекнул во время сеанса чата с фанатами в январе 2014 года на доске объявлений Third Man Records, что он почти закончил с записью. «В этом месяце я продюсирую два альбома и заканчиваю их», — написал Уайт. «Один из них — мой».
The Vault, эксклюзивная служба подписки на фан-клуб Third Man, выпустила лимитированную версию альбома на сине-белом виниле. Он был упакован с 40-страничной книгой в твёрдом переплёте, раскладным плакатом, фотографией из Национального архива, которая появляется на обложке альбома, и 7-дюймовым диском с демо-версиями двух песен, записанных в Мексике, «Alone in My Home» и «Entitlement», готовые версии которых появляются в альбоме. Мастеринг версии «Ultra LP» был сделан Бобом Людвигом без сжатия непосредственно с аналоговой мастер-ленты, имеет несколько отличных миксов от CD/цифровой версии, имеет сплюснутый край и содержит скрытые треки, которые вдавливаются в винил под внутренней этикеткой на каждой стороне записи, которые были вырезаны для воспроизведения при 78 и 45 оборотах в минуту соответственно, что, возможно, делает этот рекорд первым трёхскоростным рекордом. Одна сторона имеет глянцевую отделку, вырезана для воспроизведения от края этикетки до внешнего края и заканчивается замковой канавкой. Вторая сторона имеет матовую отделку, песню «Just One Drink», которая имеет два разных вступления в зависимости от того, куда опускается игла, еще одна замковая канавка в конце боковой стороны и голограмму ангела с ручной гравировкой (выполнен Тристаном Дюком из Infinity Light Science), которая появляется в мёртвом воске под определённым углом к свету, когда она воспроизводится. Он также включает в себя карту загрузки для песен из альбома.

## Песни
Песни в альбоме были частично вдохновлены рассказами и пьесами, написанными Уайтом, когда ему было 19 лет. Он нашёл эти записи у себя на чердаке и переработал их в новые тексты. «Кое-что из этого — мусор, и я вроде как смеялся, когда читал это», — объяснил он Rolling Stone. «Я собирался выбросить кучу этого, но я просто придумывал новые стили написания песен для альбома». В апреле видео инструментальной песни «High Ball Stepper» было выпущено в качестве тизера для альбома. Заглавный трек «Lazaretto» был подтверждён в качестве первого сингла альбома. Уайт объяснил смысл песни NPR: «Это была рифма о хвастовстве некоторых хип-хоп текстов — хвастовстве собой в хип-хоп музыке. Персонаж, который поёт эту песню, хвастается собой, но на самом деле он хвастается реальными вещами, которых он на самом деле достиг, и реальными вещами, которые он на самом деле делает, а не воображаемыми вещами или вещами, которые он хотел бы сделать». Премьера песни «Just One Drink» состоялась в мае.

## Приём критиков
| Совокупная оценка    | Совокупная оценка |
| Источник             | Оценка            |
| -------------------- | ----------------- |
| AnyDecentMusic?      | 7.7/10            |
| Metacritic           | 80/100            |
| Оценки критиков      |                   |
| Источник             | Оценка            |
| AllMusic             | [ 24 ]            |
| The A.V. Club        | A−                |
| The Daily Telegraph  | [ 26 ]            |
| Entertainment Weekly | B                 |
| The Guardian         | [ 28 ]            |
| The Independent      | [ 29 ]            |
| NME                  | 7/10              |
| Pitchfork            | 7.1/10            |
| Rolling Stone        | [ 32 ]            |
| Spin                 | 6/10              |

Lazaretto был широко признан современными музыкальными критиками. На Metacritic, который присваивает нормализованный рейтинг из 100 отзывам основных критиков, альбом получил средний балл 80, основанный на 46 отзывах, что указывает на «в целом благоприятные отзывы». Стивен М. Дьюснер из Pitchfork заметил: «По сравнению с Lazaretto все его другие проекты кажутся немного хилыми. Это самое плотное, полное, безумное и самое снисходительное, что когда-либо звучало Уайтом». Фил Хебблтуэйт из NME описал его как «разнообразный альбом, в котором отсутствуют какие-либо чудовищные риффы, подобные тем, которые Уайт писал для The White Stripes, но в нём достаточно интриги, оригинальности и простой странности, чтобы восхищать и, в некоторых местах, ужасать». Алексис Петридис из The Guardian написал: «На первый взгляд, Lazaretto кажется работой кого-то, кто яростно зол на всё, от „сегодняшних детей“ […] до Бога», но потому, что альбом «обладает как чувством юмора», так и «чувством перспективы», это делает альбом «гораздо более сложным делом, чем кажется на первый взгляд».
Рэндалл Робертс из Los Angeles Times описал альбом как «лирически и музыкально сложный и наполненный множеством новых направлений исследований, даже когда он кивает на ключевые тона и идеи со всей истории американской музыки до рэпа». Джейсон Петтигрю из Alternative Press назвал его «более ликующим, необузданным и маниакальным», чем Blunderbuss, и что Lazaretto находит его одновременно «необузданным как игрок, но дотошным как безумный учёный и личный дневник». В USA Today Джерри Шрайвер обнаружил, что находит альбом «высоко заряжённым, удивительно странным и типично эклектичным сундуком с сокровищами из мелодий, которые стоят в одном ряду с его другими лучшими». Рецензент Дэвид Фрике из Rolling Stone отметил, что мастерство Уайта в альбоме приходит «с решительным вниманием к контуру, цветовой гамме и скрытым, прочным деталям». В The Oakland Press Гэри Графф проиллюстрировал, как Уайт, «что характерно, больше похож на оборотня, участвуя в радостной звуковой алхимии на протяжении всех своих 11 композиций, когда он смешивает вместе головокружительный спектр влияний, от гаражной психоделии до земной американы».

## Продажи
Lazaretto дебютировал на первом месте в чарте Billboard 200, продав 138 000 копий за первую неделю. Виниловая пластинка разошлась тиражом 40 000 экземпляров, что установило рекорд по количеству продаж винила за одну неделю для альбома с тех пор, как Nielsen SoundScan начала отслеживать продажи в 1991 году. Группа Pearl Jam, которая продала 34 000 копий виниловых пластинок Vitalogy за первую неделю в 1994 году, ранее удерживала рекорд по продажам. Продажи виниловых пластинок Lazaretto в течение первой недели почти совпали с количеством проданных компакт-дисков — 28,9 и 30 % соответственно. Загрузки составили 41,1 % от общего объёма продаж за первую неделю. С 87 000 виниловыми копиями, выпущенными в течение года, это была не только самая продаваемая виниловая пластинка в США, но и самая продаваемая виниловая пластинка за любой календарный год с тех пор, как в SoundScan начали отслеживать продажи. По состоянию на декабрь 2014 года, было продано 325 000 копий альбома Lazaretto в Соединённых Штатах.
В 2014 году он был удостоен двойного золотого сертификата от Ассоциации независимых музыкальных компаний, который показал продажи не менее 150 000 копий по всей Европе.

## Список композиций
Слова и музыка всех песен — Джек Уайт, кроме песни «Three Women», основанная на песне «Three Women Blues» Слепого Вилли Мактелла.
| №   | Название                       | Длительность |
| --- | ------------------------------ | ------------ |
| 1.  | «Three Women»                  | 3:57         |
| 2.  | «Lazaretto»                    | 3:39         |
| 3.  | «Temporary Ground»             | 3:13         |
| 4.  | «Would You Fight for My Love?» | 4:09         |
| 5.  | «High Ball Stepper»            | 3:52         |
| 6.  | «Just One Drink»               | 2:37         |
| 7.  | «Alone in My Home»             | 3:27         |
| 8.  | «Entitlement»                  | 4:06         |
| 9.  | «That Black Bat Licorice»      | 3:50         |
| 10. | «I Think I Found the Culprit»  | 3:49         |
| 11. | «Want and Able»                | 2:34         |

| №   | Название                                                                           | Длительность |
| --- | ---------------------------------------------------------------------------------- | ------------ |
| 1.  | «Three Women»                                                                      | 3:57         |
| 2.  | «Lazaretto»                                                                        | 3:39         |
| 3.  | «Temporary Ground»                                                                 | 3:13         |
| 4.  | «Would You Fight for My Love?»                                                     | 4:09         |
| 5.  | «High Ball Stepper»                                                                | 3:52         |
| 6.  | «Untitled» (скрытый трек только на лейбле Уайта)                                   | 0:39         |
| 7.  | «Just One Drink» (версия с электрическим интро; акустическая версия интро на 2:40) | 2:37         |
| 8.  | «Alone in My Home»                                                                 | 3:30         |
| 9.  | «That Black Bat Licorice»                                                          | 3:50         |
| 10. | «Entitlement»                                                                      | 4:06         |
| 11. | «I Think I Found the Culprit»                                                      | 3:49         |
| 12. | «Want and Able»                                                                    | 2:34         |
| 13. | «Untitled» (скрытый трек только на лейбле Уайта)                                   | 0:52         |

«Alone in my Home» имеет немного более длинное вступление, чем CD/цифровая версия, а «That Black Bat Licorice» появляется перед «Entitlement».
| №  | Название                         | Длительность |
| -- | -------------------------------- | ------------ |
| 1. | «Alone in My Home» (демо-версия) |              |
| 2. | «Entitlement» (демо-версия)      |              |

## Участники записи
Приведённые ниже данные были взяты из буклета альбома Lazaretto.
- Джек Уайт — вокал (на всех треках, кроме 5), электро-гитара (треки 2, 4, 5, 6 и 9), акустическая гитара (треки 3, 6, 7, 8, 10 и 11), пианино (треки 1 и 11), маракасы (трек 7), шейкер (трек 7), перкуссия (трек 9)

| Приглашённые музыканты - Руби Аманфу — шейкер (трек 10), тамбурин (трек 5), бэк-вокал (треки 4, 5, 6, 9 и 10) - Карла Азар — барабаны (треки 3, 4, 5, 6 и 10), литавры (трек 4) - Мэгги Бьерклунд — акустическая гитара (трек 6), педальная стил-гитара (треки 3, 5 и 10) - Бен Блэкуэлл — барабаны (треки 7 и 8) - Тембр Сирпке — арфа (треки 7, 8, 9 и 10) - Брин Дэвис — контрабас (треки 4 и 9) - Доминик Дэвис — бас (треки 1, 2, 4 и 7), 6-ти струнный бас (трек 7), контрабас (трек 9) - Док — электро-гитара, орган Хаммонда (треки 1,2,3 и 4) - Оливия Джин — африканские барабаны (трек 4), бэк-вокал (трек 9) - Дару Джонз — барабаны (треки 1, 2 и 4) - Флэтс Каплин — скрипка (треки 2, 4 и 9), мандолина (треки 7, 9), педальная стил-гитара (треки 1 и 8) - Патрик Килер — барабаны (трек 9) - Айки Оуэнс — орган Хаммонда (треки 1 и 4), клавишные (трек 1), синтезатор Муга (трек 2), пианино (треки 7 и 8), родес-пиано (трек 4) - Кэтрин Поппер — бас (треки 3, 5, 6 и 10) - Лилли Мэй Риш — скрипка (треки 3, 5, 6 и 10), мандолина (трек 10), бэк-вокал (треки 3 и 7) - Брук Ваггонер — орган Хаммонда (треки 4 и 9), клавинет (трек 9), синтезатор Муга (трек 4), пианино (треки 3, 4, 5, 6 и 10) - Кори Янтс — гармоника (трек 1), синтезатор Корга (трек 2), мандолина (треки 1 и 8), пианино (трек 4), шейкер (трек 7), бэк-вокал (треки 1, 7 и 8) | Производственный персонал - Джек Уайт — арт-директор, микширование, производство - Боб Людвиг — мастеринг - Джошуа В. Смит — ассистент, аудиоинженер, микширование, бэк-вокал (трек 6) - Ларс Фокс — монтаж - Минди Уоттс — ассистент - Ф. К. Гундлах — художественное оформление - Льюис Хайн — художественное оформление - Мэри Эллен Мэттьюз — фотограф - Джо Маккоуи — фотограф - Иэн Монтоне — менеджмент - Рен Нисимори — художественное оформление - Вэнс Пауэлл — аудиоинженер - Натанио Стримпопулос — художественное оформление - Трент Тибодо — художественное оформление - Эльфред Цзэн — художественное оформление |

## Чарты
| Чарт (2014 г.)                         | Позиция в чарте |
| -------------------------------------- | --------------- |
| Австралия (ARIA)                       | 3               |
| Бельгия/Фландрия (Ultratop)            | 2               |
| Бельгия/Валлония (Ultratop)            | 12              |
| Канада (Canadian Albums Chart)         | 1               |
| Дания (Hitlisten)                      | 1               |
| Нидерланды (Album Top 100)             | 5               |
| Финляндия (Suomen virallinen lista)    | 13              |
| Франция (SNEP)                         | 9               |
| Германия (Media Control)               | 5               |
| Italian Albums (FIMI)                  | 28              |
| Новая Зеландия (RMNZ)                  | 2               |
| Португалия (AFP)                       | 5               |
| Польша (ZPAV)                          | 8               |
| Шотландия (Scottish Albums Chart)      | 7               |
| Швеция (Sverigetopplistan)             | 21              |
| Швейцария (Schweizer Hitparade)        | 2               |
| Великобритания (UK Albums Chart)       | 4               |
| США (Billboard 200)                    | 1               |
| США (Billboard Top Alternative Albums) | 1               |
| США (Billboard Top Rock Albums)        | 1               |
| США (Billboard Top Tastemaker Albums)  | 1               |

| Чарт (2014 г.)                     | Позиция |
| ---------------------------------- | ------- |
| Australian Albums (ARIA)           | 68      |
| Belgian Albums (Ultratop Flanders) | 46      |
| Belgian Albums (Ultratop Wallonia) | 143     |
| Canadian Albums (Billboard)        | 47      |
| US Billboard 200                   | 55      |
| US Alternative Albums (Billboard)  | 7       |
| US Top Rock Albums (Billboard)     | 8       |

## Сертификации
| Регион                                                      | Сертификация | Продажи |
| ----------------------------------------------------------- | ------------ | ------- |
| Канада (Music Canada)                                       | Золотой      | 40 000^ |
| Великобритания (BPI)                                        | Серебряный   | 79,918  |
| ^ Данные о тиражах приведены только на основе сертификации. |              |         |